# Regione Metropolitana di Fortaleza
Regione Metropolitana di Fortaleza è l'Area metropolitana di Fortaleza dello Stato del Ceará in Brasile.

## Comuni
Comprende 13 comuni:
- Fortaleza
- Caucaia
- Aquiraz
- Pacatuba
- Maranguape
- Maracanaú
- Eusébio
- Guaiúba
- Itaitinga
- Chorozinho
- Pacajus
- Horizonte
- São Gonçalo do Amarante

| Controllo di autorità | VIAF (EN) 4600150325535110090008 |